# Polyrhachis binghamii
Polyrhachis binghamii é uma espécie de formiga do gênero Polyrhachis, pertencente à subfamília Formicinae.